# 孫塔爾哈亞塔山脈
孫塔爾哈亞塔山脈（俄語：Сунтар-Хаята；雅庫特語：Сунтаар Хайата）是俄羅斯的山脈，位於薩哈共和國和哈巴羅夫斯克邊疆區交界，長約450至550公里，闊60公里，是鄂霍次克海流域與勒拿河、阿爾丹河流域之間的分水嶺。它是上揚斯克山脈在東南方的延伸。薩哈共和國境內最高峰，海拔2,959米的穆斯哈亞山和哈巴羅夫斯克邊疆區最高峰，海拔2,933米的貝里爾山皆位於這裏。
形成山脈的地層可以追溯到侏羅紀晚期，該地層亦有恐龍化石出土。